# 柴达木根田鼠
柴达木根田鼠（学名：Alexandromys limnophilus）也称经营田鼠，一种分布于中国西部及蒙古国地区的啮齿动物，隶属于仓鼠科东方田鼠属。

## 分类变动
本种因牙齿结果与根田鼠（Microtus oeconomus）很接近，曾被视为根田鼠的同物异名或其亚种，之后有学者根据其体型及细胞学和形态学的研究成果，支持本种为独立物种，归属于田鼠属（Microtus）东方田鼠亚属。之后系统发育学分析结果支持东方田鼠亚属为独立属，本种归入该属， 然而目前大部分资料中仍将本种归入田鼠属。